# Бабр
Бабр — старорусское обозначение пантеры, тигра, леопарда, заимствованное через посредство тюркских языков из фарси. В якутском языке это слово (баабыр) обозначает амурского тигра.
Как геральдическая фигура существовал с 1642 года на гербе Якутска, с переносом места размещения сибирских воевод с 18 февраля 1690 года стал геральдическим символом Иркутска. С перерывом используется в гербах Иркутска, Иркутской губернии, Иркутской области, Иркутского района и некоторых бывших регионов Иркутской губернии, входивших в её состав в Российской империи.
В 2012 году на территории Иркутской слободы была установлена бронзовая скульптура Бабра. 

## История
В официально утверждённом Императрицей Всероссийской Екатериной Второй 26 октября 1790 года гербе Иркутска изображен тигр с соболем в зубах со следующим описанием (дословно): «В серебряном поле щита бегущий тигр, а в роту у него соболь. Сей герб старый».

### Подмена понятий: «бобр» вместо «бабр»
При очередном утверждении, уже Александром II, герба Иркутской губернии в Санкт-Петербургскую герольдию пришло «с места» описание герба со словом «бабр» вместо «тигр», что «на сибирском наречии» совершенно одно и то же. Неизвестный чиновник Герольдии в описании «исправил» «а» на «о», и получилось «бобр, несущий в зубах соболя». Таковым герб губернии был Высочайше утверждён 5 июля 1878 года.
Неточность никто не заметил, поскольку день утверждения герба — 5 июля 1878 года — был уникальным в русской геральдике: царь в Царском Селе одновременно утвердил 46 гербов территорий Российской Империи (35 губернских и 11 областных), то есть более половины гербов всех существовавших на тот момент губерний (83-х).
Несмотря на это, художниками никогда не было нарисовано ни одного изображения иркутского герба с бобром. Вместо этого «бабру» в гербе пририсовали большой, похожий на бобровый, хвост и перепончатые задние лапы, создав новое мифическое животное, которое можно условно назвать «геральдическим бабром».

### Современность
Ошибка в одну букву в описании герба была исправлена только при утверждении его в 1997 году, то есть продержалась 119 лет. Но при этом по сей день бабр на официальных гербах Иркутска и Иркутской области представляет собой чёрного зверя, по виду напоминающего куницу с красными глазами, а не тигра.
Данное обстоятельство является отличительной особенностью символики города и области и особой местной достопримечательностью, делающей Иркутск и Иркутскую область уникальными в истории геральдики.
Описание городского герба 2011 года: чёрный цвет символизирует «смирение, благоразумие и скромность», а красный — «храбрость, мужество и неустрашимость». Депутат Законодательного собрания области Е. Рульков предложил изменить описание цветов бабра (но не сами цвета), поскольку по описанию выходит, что скромный чёрный бабр держит в зубах храброго красного соболя.
- Гербы с Бабром
- Бабр на официальном гербе Иркутской губернии 1878 года (Гербовник МВД, 1880)
- Бабр в гербе губернии 1878 года (издание Сукачова, 1881)
- Бабр на современном гербе Иркутска
- Современный герб Иркутского района
- Современный герб Иркутской области

## В рекламе и массовой культуре
В настоящее время бабр часто используется как символ принадлежности Иркутску. Как официальный символ бабр может быть: на указателях границ при въезде в Иркутскую область, на отличительном знаке губернатора области, на наградах области, на зданиях и в залах заседаний органов власти, на официальных бланках, печатях, областных печатных изданиях, в местах проведения официальных церемоний и торжественных мероприятий.
Неофициально иркутские фирмы, предприятия, учреждения и организации используют бабра на вывесках, печатях, бланках, визитных карточках, сувенирной продукции — и как часть своего названия, и для визуальной рекламы; как и некоторые иркутские сайты. Также некоторые пользователи носят ник «бабр».
- Информационный портал Иркутска называется Бабр.ru[9].
- Промышленное предприятие Закрытое акционерное общество (ЗАО) «Бабр» имеет сайт Zaobabr[10].
- Иркутская гостиница называется Hotel «Бабр»[11].
- В Иркутске имеется Творческое объединение художников «Бабр» (основано в 1985 году).
- Бабр с телескопом в зубах стал логотипом X Азиатско-Тихоокеанской астрономической олимпиады, прошедшей в 2014 году в Иркутской области[12].

Самой интересной экспозицией на фестивале «Градостроительство. Иркутск-2011» стала мини-выставка скульптур и рисунков бабров.

## Комментарии
1. ↑  

Изображения герба и флага обязаны быть на указателях границ при въезде в Иркутскую область, на отличительном знаке губернатора, наградах, на зданиях и в залах заседаний органов власти, на официальных бланках, печатях, печатных изданиях, в местах проведения официальных церемоний и торжественных мероприятий. Эти знаки также могут использовать областные предприятия и учреждения, различные организации и просто жители Иркутской области на своих вывесках, печатях, в кабинетах, на визитных карточках, на рекламной и сувенирной продукции.— [8]
2. ↑  Сайты и организации со словом бабр в названии перечислены в тексте статьи.